# Aletta Beaujon
Aletta Clémence Beaujon (Willemstad, 1 mei 1933 – Oranjestad, 3 juli 2001) was een Antiliaans dichter en psychologe. Ze schreef in het Papiaments, Nederlands en Engels.

## Leven
Aletta (soms Alette) Beaujon werd geboren als het derde kind in het gezin van Jan Hendrik Rudolf Beaujon (1902-1976) en Jeanette Catherine Debrot (1904-1997). Ze had twee oudere broers, een jongere broer en een zusje. Het gezin woonde in de wijk Otrobanda, Willemstad, was welgesteld en hoorde bij de blank-protestantse bevolkingslaag. Ze bezocht de Wilhelmina Mulo op Punda. Haar taalgevoeligheid bleek toen al, zij won de Neerlandia-prijs in een opstelwedstrijd. Meteen na de Mulo vertrok ze naar de Verenigde Staten, waar ze bij familie verbleef. Ze ging vervolgens naar de highschool in Philadelphia, en studeerde van 1950 tot 1955 psychologie aan de Northwestern-universiteit in Evanston, Illinois. Die studie deed ze ook in Amsterdam halverwege de jaren vijftig. In diezelfde tijd verblijft ze een zomer in Griekenland bij een studievriendin uit haar Amerikaanse periode. In 1957 ging ze terug naar Curaçao. Daar trouwde ze met E.C.J. (Eduard) van Leeuwen (1931-2006), een Nederlandse Shell-medewerker. Ze verhuisden naar Valencia in Venezuela. Het huwelijk was geen succes. Na de scheiding keerde zij met haar tweezoons, beide wel geboren op Curaçao, vanuit Venezuela terug naar Curaçao. In 1969 vertrokken ze naar Nederland, vooral vanwege de opleiding van beide jongens. Daar studeerde ze af als psychologe. In 1980 vertrok ze naar Aruba en was ze werkzaam bij de reclassering en betrokken bij een hulpdienst voor het geestelijk gehandicapte kind. Hieraan kwam een einde toen ze ziek werd. Inmiddels maakte ze de overstap naar de Rooms-Katholieke kerk. Na haar overlijden aan kanker in 2001 rust ze op de begraafplaats St. Anna op Aruba. Haar graf werd gemarkeerd met een steen, waarop een afbeelding van haar lievelingsdier: de leguaan.

## Werk
Over haar werk als klinisch psychologe is weinig bekend. Duidelijk is wel dat ze studie en praktijk steeds combineerde. De visie op haar vak komt tevoorschijn in een studie over haar oom Cola Debrot, de bekende Curaçaose schrijver en politicus, zoals te lezen is in het artikel ‘Cola Debrot: biografische en psychologische kanttekeningen’. Dat stuk verscheen in de bundel De eenheid van het kristal, een verzameling  (bewerkte) lezingen die gehouden waren tijdens het Debrot-symposium in Willemstad, 1986. Zij heeft daarin veel oog voor de jeugd van Debrot als “Otrobanda-kind”, een kind behorend bij een omgeving die zij zelf door en door kende. De afkomst van de familie Debrot, dus haar familie van moederskant, krijgt veel aandacht. Een psychologische insteek blijkt ook uit haar opmerkingen over Chris Engels, die stonden in een in memoriam in de Amigoe, begin 1981. In dezelfde krant publiceerde Beaujon gedichten.
Ze kon de psychologie gelukkig ook loslaten, vertellen de zoons in hun voorwoord bij de verzamelde gedichten De schoonheid van blauw ~ The Beauty of Blue. Althans, ze hebben nooit gemerkt dat hun moeder haar kennis van de ontwikkelingspsychologie op hen heeft toegepast. En ze zijn daar blij mee. Het is logisch dat in de gedichten die zij schreef over schrijven en dichters, het poëticale werk, de psychologie een rol speelt. Ze schreef een aantal van die gedichten, zoals bijvoorbeeld ‘De jonge dichter’. De meeste ervan staan in haar eerste bundeling Gedichten aan de baai en elders. Die bundel van achtenzeventig gedichten werd een aflevering van de Antilliaanse Cahiers, het tijdschrift waar in, onder redactie van Cola Debrot e.a. heel wat Antilliaanse auteurs onderdak vonden. Die publicatie vond plaats in 1957.
Klaas de Groot ontdekte in 2008 in de Haagse Openbare Bibliotheek een agenda uit 1957 met nog eens achtenzeventig gedichten, allemaal in handschrift. Veertien van die gedichten werden ooit geselecteerd en gepubliceerd in de Antilliaanse Cahiers in 1958 met de titel 'Poems while in Delos'. Door de vondst van de agenda kon in 2009 een dubbeldikke verzameling verschijnen: De schoonheid van blauw ~ The Beauty of blue. De keuze van een tweetalige titel was het gevolg van het feit dat in de agenda heel veel Engels werk stond. In de afdeling 'Gedichten aan de baai’ staan 69 Nederlandse en 7 Engelse gedichten, 1 gedicht in gemengd Nederlands / Engels en 1 in het Papiaments. De agenda bevat 20 Nederlandse en 58 Engelse. Die tweede reeks kreeg voor deze gelegenheid de titel ‘Words washed away / Weggespoelde woorden'. Alleen in haar eerste publicatie staat er dus een Papiaments gedicht. Ook schreef ze een Papiaments gedicht voor Pierre Lauffer, bij zijn overlijden. 
Vertalen uit het Spaans en Papiaments deed zij ook. In haar nalatenschap zijn geen gedichten meer teruggevonden. Alhoewel in de Amigoe van 17 augustus 1966 Colá Debrot nog schreef dat er een nieuwe bundel van haar zou komen met de titel Op zoek naar het evenwicht Wel zijn er aantekeningen gevonden over de herkomst van het Papiaments. Ze had veel belangstelling voor de theorieën over oorsprong van die taal. Die interesse leidde tot een zoektocht die haar tot in haar laatste dagen moet hebben geduurd, zoals blijkt uit aantekeningen op ziekenhuispapier van het Horacio Oduber Hospitaal waar zij overleed.
In 1976 verscheen haar werk in Bibliography of Pidgen and Creole Languages als een van de auteurs die schrijft in een creooltaal.

## Vorm en inhoud
In tegenstelling tot Oda Blinder, de andere Curaçaose dichteres, die in ongeveer dezelfde periode publiceerde is Aletta Beaujon niet karig met woorden. Haar gedichten zijn vaak lang, de regellengte daarentegen is meestal kort. De lange gedichten zijn meestal verdeeld in onregelmatige strofen. Rijm gebruikt ze geregeld, zowel begin- als eindrijm en assonantie. Toch is het een vrije poëzie, vaak met een verslag van een gebeurtenis. De lyriek schuilt dan in wat verteld wordt. Deze stilistische elementen maken dat de poëzie van Beaujon tot een eenheid wordt. Een eenheid omdat de reeksen ook gelezen kunnen worden als een reisbeschrijving. Dit laatste geldt vooral voor de ‘agenda’-gedichten.
Al vanaf het begin van Gedichten aan de baai en elders is het duidelijk wat Beaujons belangrijkste onderwerp is. Het derde gedicht heet ‘Slagbaai’ en het vijfde ‘Griekenland’. Hier duiken twee gebieden op die zeer inspirerend gewerkt moeten hebben. De plantage Slagbaai op Bonaire, met een wijde baai voor de deur, was het gebied waar de jeugdige Aletta veel vakanties doorbracht, ooit in het bezit van de familie Debrot. Ook eindigt de bundel met Bonaire, met het gedicht ‘Brandaris’ (de hoogste top van het eiland) en nog een gedicht dat ‘Slagbaai' heet. Het Griekenland dat de dichteres leerde kennen dankzij haar studievriendin in de VS zorgt voor enkele gedichten, maar er zijn ook gedichten in die eerste verzameling die net zo goed op een Grieks eiland gesitueerd kunnen worden als op Curaçao of Bonaire. In de ‘agenda’-gedichten komt het Griekse land en de cultuur zeer vaak tevoorschijn, met name in de poëzie die ingegeven is door het eiland Delos. In het gedicht ‘Piscadera bay – Scardana bay  lijken de eilanden van Beaujon samen te vallen. Curaçao met inbegrip van Bonaire en Delos worden één wereld, en tegelijkertijd worden vroeger en nu tot eenheid gemaakt. Die stap over de tijden heen wordt expliciet gemaakt in de zin ‘In Greece I died ten thousand years ago’, uit het gedicht ‘In Greece I died’.
Binnen dit onderwerp speelt een ander thema een grote rol, dat is ‘zwemmen’. Het verblijf op een eiland met de zee rondom is daarvoor de juiste inspiratiebron geweest. Zwemmen is bij Beaujon niet zozeer de  ontspannende activiteit die iedereen zo goed kent die de Caribische eilanden bezocht heeft en ook de Griekse wateren kent. Bij haar is het verfrissend voor lichaam én ziel. Het lijkt een bijna goddelijk, mythisch zwemmen te zijn. En het is eigenlijk ook bevrijdend voor haar poëzie, zie het gedicht ‘A poem lost in the sea’.
Een afgeleid onderwerp is de oude Griekse wereld met de daarbij behorende mythologische godenwereld.  Die godenwereld is ook inspiratiebron voor een aantal gedichten waarin gekte of waan, dus ‘madness’ in de Engelstalige gedichten als motief optreedt. Wanen waren vaak het middel van de goden om de mens te betoveren of te straffen. Het is een element dat haar als psychologe moet hebben aangesproken. De klassieke Griekse wereld is zo niet slechts decor of landschap, maar, net zoals dat met Curaçao en Bonaire het geval is, een wezenlijk bestanddeel van haar dichterschap. Een dichterschap dat ontstaan is, het is niet verwonderlijk voor een eilandbewoner, in de buurt van de zee. 

## Een gedicht van Aletta Beaujon
Ik zwaai een hangmat
om de zolderbalken van
mijn heuvelhuis
en zie de zee wanneer
de zon is opgekomen
ik leg mijn wang dan op
een kleine golf
en slaap de hele dag
al wiegend in een zeebed
als een dode
(uit: De schoonheid van blauw ~ The Beauty of Blue, Verzamelde gedichten, 2009, p.263)

## Werk van Aletta Beaujon
- Gedichten aan de baai en elders. Antilliaanse Cahiers, 2e jaargang nummer 3 en 4, juni 1957, Amsterdam, De Bezige Bij.
- 'Poems while in Delos.' Antilliaanse Cahiers, 3e jaargang nummer 4, april 1959, Amsterdam, De Bezige Bij.
- Chris Engels. Ingezonden en opgenomen in de Amigoe van 19 januari 1981.
- Cola Debrot: biografische en psychologische kanttekeningen. In De eenheid van het kristal, Cola Debrot Symposium 1986. Curaçao: Editorial Kooperativo Antiyano “Kolibri” / Sticusa, 1988, pp. 3-24.
- De schoonheid van blauw ~ The Beauty of Blue, Verzamelde gedichten. Samengesteld en bezorgd door Aart G. Broek en Klaas de Groot. Haarlem: In de Knipscheer, 2009.

## Werk in bloemlezingen (een keuze)
- Anoniem (samenstelling), Bloemlezing Antilliaans poëzie. z.p., z.j. (gestencilde schooluitgave).
- Anoniem (samenstelling), Dichters omnibus, zesde bloemlezing. ’s-Gravenhage, ESSO Nederland n.v., 1960.
- Hanny Lim, Tussen cactus en agave. Aruba: De Wit, z.j.[1969].
- J.Ph. de Palm en H. Pos (samenstelling), Kennismaking met de Antilliaanse en de Surinaamse poëzie. Amsterdam: Sticusa, 1973.
- Klaas de Groot (samenstelling), Vaar naar de vuurtoren; [Eiland, Isla, Island, Eilân]. Haarlem: In de Knipscheer, 2010.
- Klaas de Groot (samenstelling), Grenzenloos, 40 jaar Knipscheerpoëzie. Haarlem: In de Knipscheer, 2018.
- Michiel van Kempen en Bert Paasman, in samenwerking met Noraly Beyer, Album van de Caraïbische poëzie. Amsterdam: Rubinstein, 2022.

## Over Aletta Beaujon (een keuze)
- Anoniem, ‘Antilliaanse poëzie’, Nieuwe Leidsche Courant, 21 september 1957.
- C.G.M. Smit & W.F. Heuvel, Autonoom, Nederlandstalige literatuur op de Antillen. Rotterdam: Flamboyant / P, 1957, p. 53, 54.
- C.J. Kelk, ‘Uit de taal-kolonies van ons volk’, De Groene Amsterdammer, 5 oktober 1957.
- P.H. Dubois, ‘Alette Beaujon, Antilliaans dichteres’, Het Vaderland, 9 november 1957.
- E. Hoornik, ‘Een talentvol dichteres uit Curaçao’, Elseviers Weekblad, 16 november 1957.
- Adriaan Morriën, ‘Antilliaanse Cahiers, literatuur uit de West’, Het Parool, 22 februari 1958.
- W.A. Braasem, ‘Twee Antilliaanse dichteressen’, Het Vaderland, 7 februari 1959.
- Frank Martinus Arion, ‘Twee dichteressen’, Antilliaanse Cahiers, jaargang lll, nummer 3, januari 1959, pp. 55-67.
- Hans Maarten van den Brink, Reis naar West. Amsterdam: Meulenhoff, 1986, p. 73, 74.
- Pim Heuvel & Freek van Wel, Met eigen stem. Herkenningspunten in de letterkunde van de Nederlandse Antillen en Aruba. Assen / Maastricht: Van Gorcum, 1989, p. 122, 130, 131.
- Wim Rutgers, Schrijven is zilver, spreken is goud: oratuur, auratuur en literatuur van de Nederlandse Antillen en Aruba. Utrecht 1994. (Diss.), p. 216, 236, 254, 264.
- Aart G. Broek, De kleur van mijn eiland: Aruba, Bonaire, Curaçao, Ideologie en schrijven in het Papiamentu sinds 1863, 1 Geschiedschrijving.

Leiden: KITLV uitgeverij, 2006, p.94, 96, 246.
- Wim Rutgers, De brug van Paramaribo naar Willemstad; Nederlands-Caribische en Caribisch-Nederlandse literatuur 1945-2005. Curaçao: FPI/UNA, 2007,  passim.
- Klaas de Groot, ‘Griekse goden, Caribische eilanden en het (nood)lot’, Amigoe / Ñapa, 31 oktober 2009.
- Ezra de Haan, ‘De schoonheid van blauw van Aletta Beaujon’,Literatuurplein , 18 februari 2009.
- Juan Carlos van Leeuwen en Jeannouel van Leeuwen, ‘Gedachten aan Aletta’, De schoonheid van blauw, Haarlem: In de Knipscheer, 2009, p.11-16.
- Wim Rutgers, 'Poëzie Aletta Beaujon verzameld', Antilliaans Dagblad, 21 november 2009.
- Joop Leibrand, ‘Weg uit een schaduwtroebel land’, Meander Magazine, 16 december 2009.
- Zara de Ridder,'Aletta Beaujon', in Vrouwenlexicon [dode link], 29 augustus 2017.